# Lord Kitchener Wants You

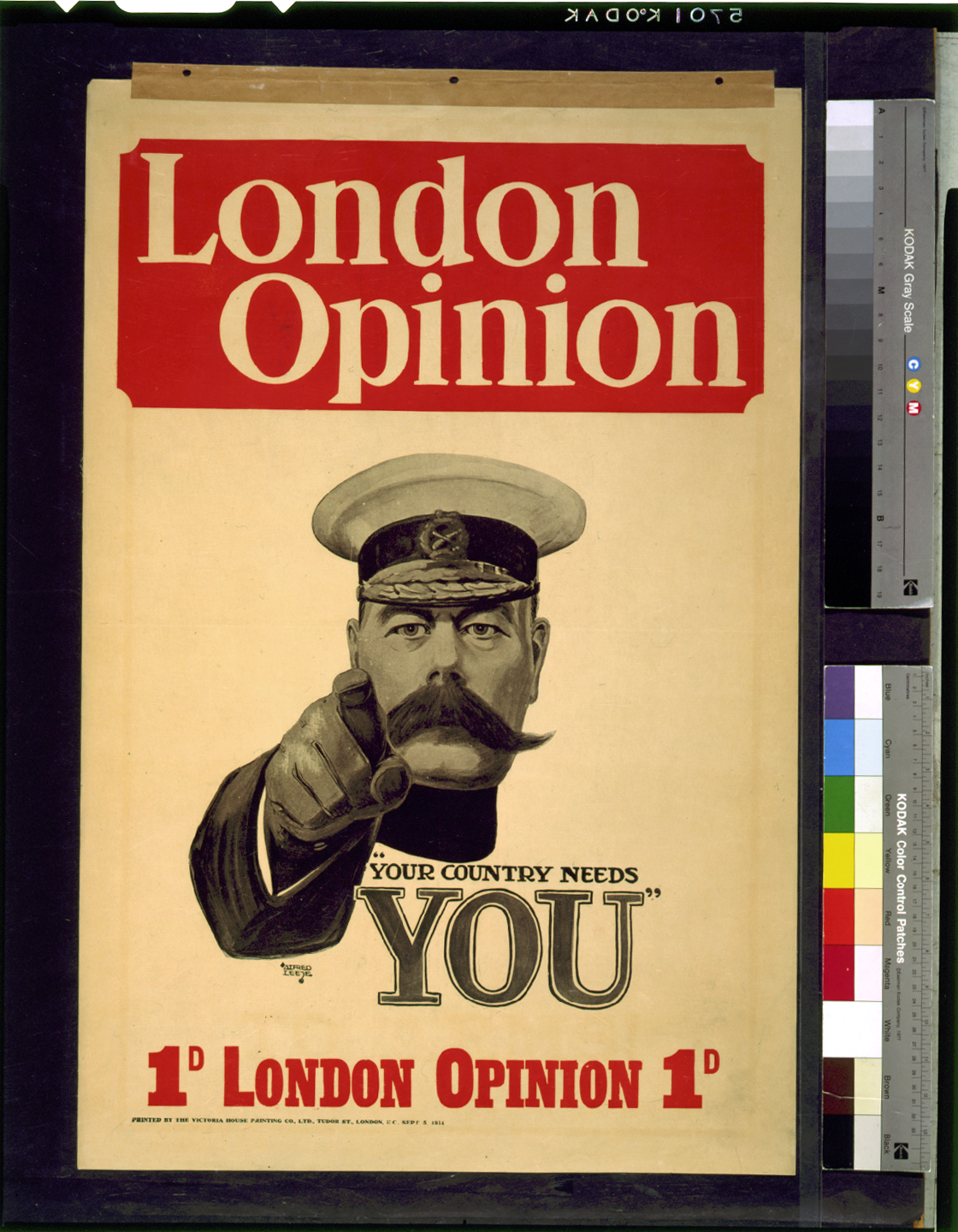
5 de setembro de 1914, capa da revista London Opinion, por Leete

Lord Kitchener Wants You é um anúncio de 1914 de Alfred Leete que foi desenvolvido em um pôster de recrutamento. Retrata Lord Kitchener, o Secretário de Estado da Guerra britânico, acima das palavras "WANTS YOU". Kitchener, usando o boné de um marechal de campo britânico, olha e aponta para o espectador chamando-os para se alistar no exército britânico contra as potências centrais. A imagem é considerada uma das imagens mais icônicas e duradouras da Primeira Guerra Mundial. Uma imagem e um slogan extremamente influentes, também inspirou imitações em outros países.

## Desenvolvimento
A política britânica durante um século foi que o recrutamento para as forças armadas britânicas fosse estritamente voluntário. Antes da eclosão da Primeira Guerra Mundial, os cartazes de recrutamento não eram usados regularmente na Grã-Bretanha desde as Guerras Napoleônicas. Os anúncios do governo do Reino Unido para contratos de trabalho foram administrados pelo His Majesty's Stationery Office, que passou essa tarefa para os editores R. F. White &amp; Sons, a fim de evitar o pagamento da taxa governamental aos editores de jornais. À medida que a guerra se aproximava, no final de 1913, o número de contratos de publicidade expandiu-se para incluir outras empresas. J. E. B. Seely, então Secretário de Estado da Guerra, concedeu a Hedley Le Bas, Eric Field e sua Agência de Publicidade Caxton um contrato para anunciar recrutas nos principais jornais do Reino Unido. Eric Field desenhou um protótipo de anúncio de página inteira com o brasão do rei George V e a frase "Seu rei e seu país precisam de você". A Grã-Bretanha declarou guerra ao Império Alemão em 4 de agosto de 1914 e a primeira veiculação do anúncio de página inteira foi veiculada no dia seguinte nos jornais de propriedade de Lord Northcliffe. 
Alfred Leete, um dos ilustradores de Caxton, desenhou a agora famosa imagem de Kitchener como ilustração de capa da edição de 5 de setembro de 1914 da London Opinion, uma popular revista semanal, inspirada no anúncio de recrutamento anterior de Field.   Na época, a revista, que era vendida por um centavo, tinha uma tiragem de cerca de 300 mil exemplares. 
Em resposta aos pedidos de reproduções, a revista colocou à venda exemplares em tamanho postal. Ela os anunciou junto com outros cartões postais de desenhos publicados na Opinião de Londres  O Comitê Parlamentar de Recrutamento obteve permissão para usar o design em forma de pôster.  Um pôster semelhante usava as palavras "SEU PAÍS PRECISA DE VOCÊ". 

## Impacto
O desenho de Kitchener feito por Leete foi a imagem mais famosa usada na campanha de recrutamento do Exército Britânico na Primeira Guerra Mundial.   Continua a ser considerada uma peça magistral de propaganda de guerra, bem como uma imagem icônica e duradoura da guerra.      

## Imitações
A imagem de Lord Kitchener com a mão apontando diretamente para o espectador inspirou inúmeras imitações, principalmente para recrutamento militar:

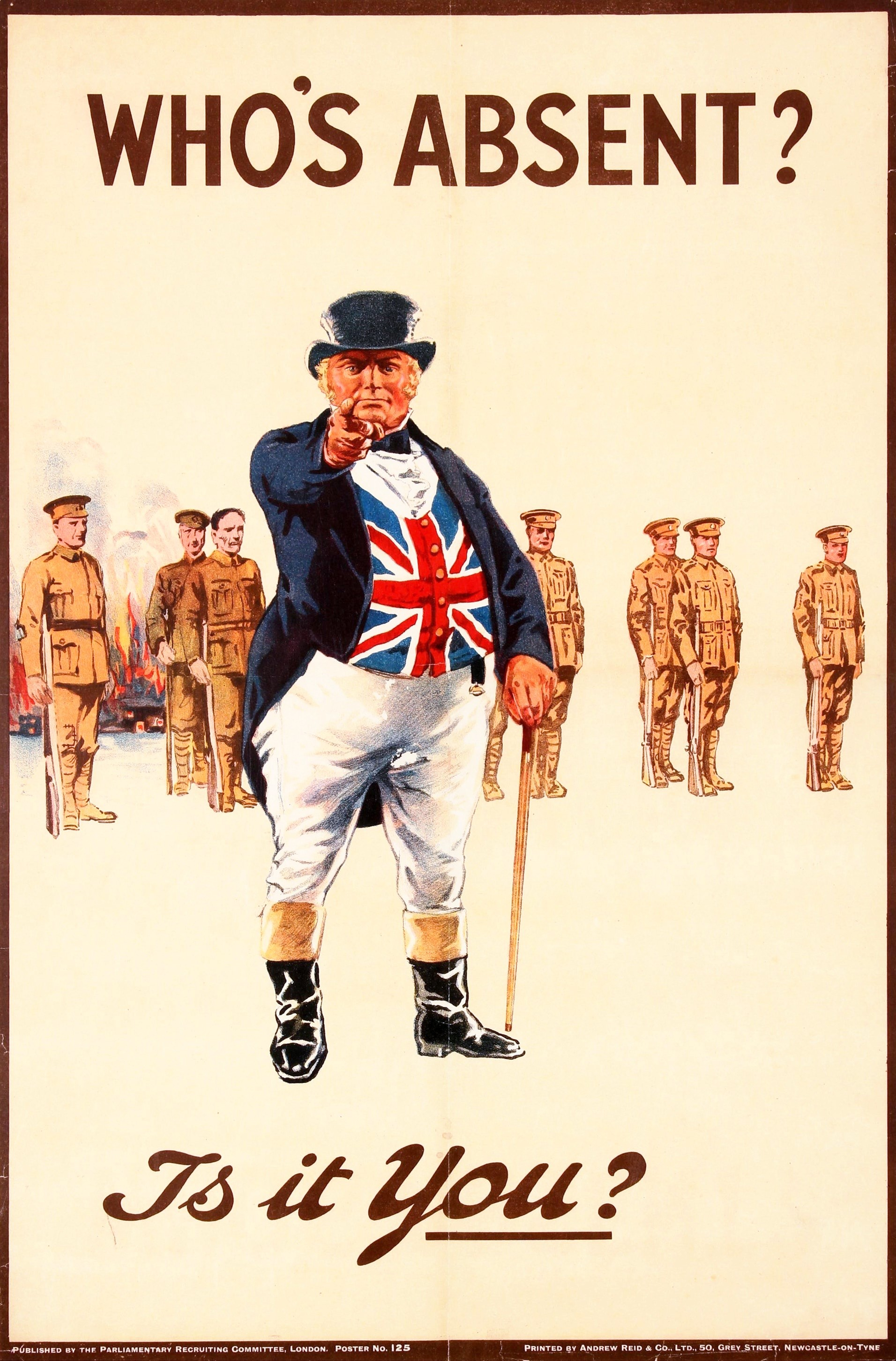
Cartaz de recrutamento britânico da Primeira Guerra Mundial apresentando a personificação nacional, John Bull, c. 1915. "Quem está ausente? É você?"
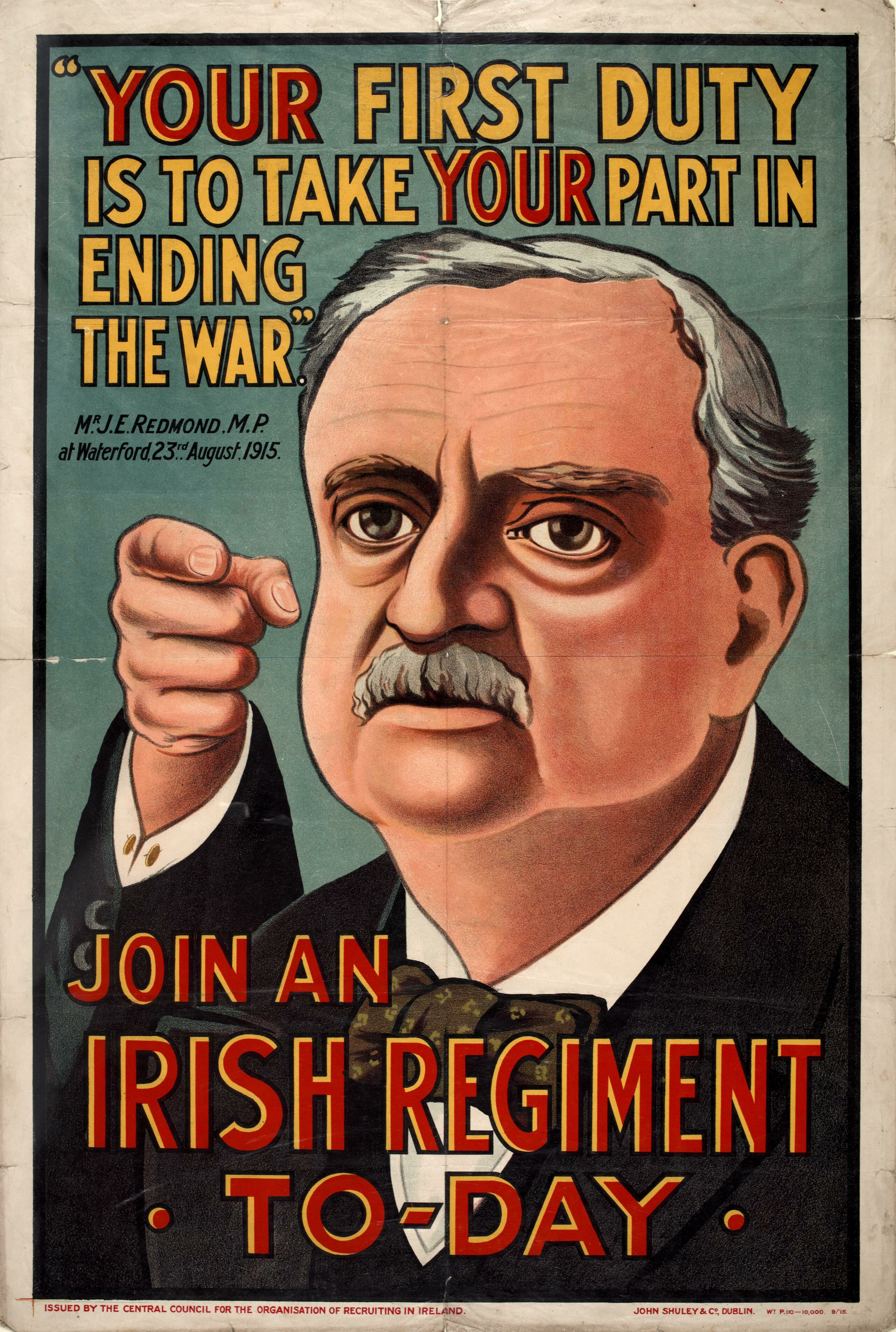
John Redmond. Junte-se a um regimento irlandês, 1915
Estados Unidos, 1917. [[James Montgomery Flagg|J. O Tio Sam de M. Flagg recrutou soldados para a Primeira Guerra Mundial e depois. "Eu quero VOCÊ para o Exército dos EUA"
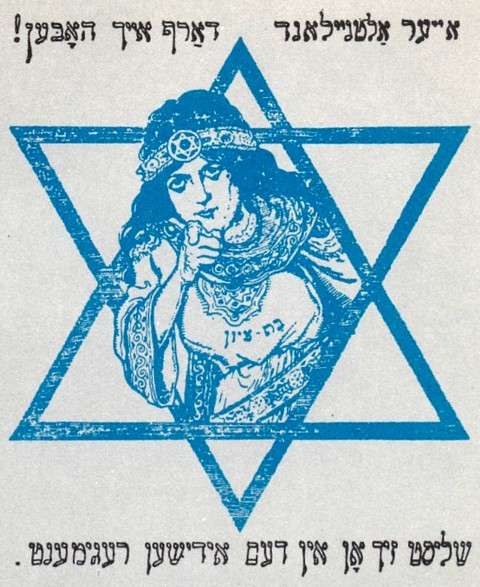
Estados Unidos, Primeira Guerra Mundial. Filha de Sião (em iídiche): "Sua Velha Nova Terra deve ter você! Junte-se à Regimento Judaico"
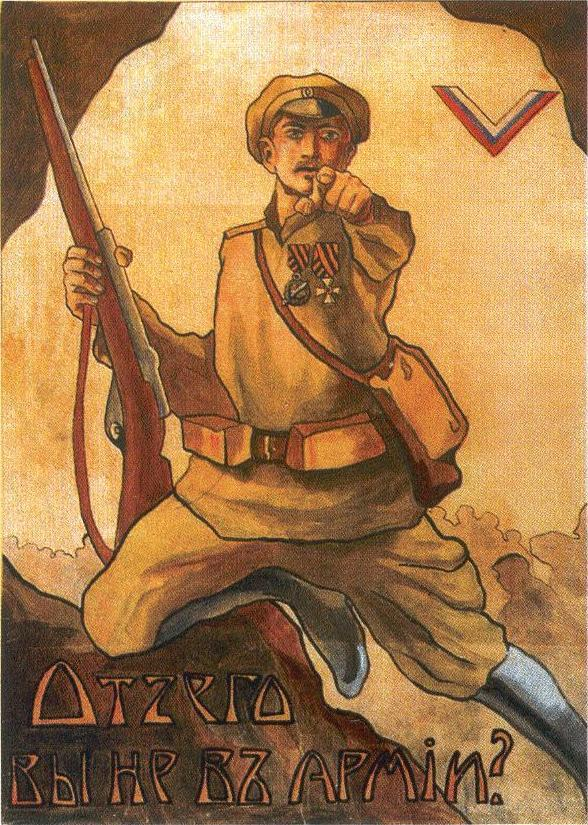
Cartaz de recrutamento russo Exército Branco, 1919. "Por que você não está no exército?"
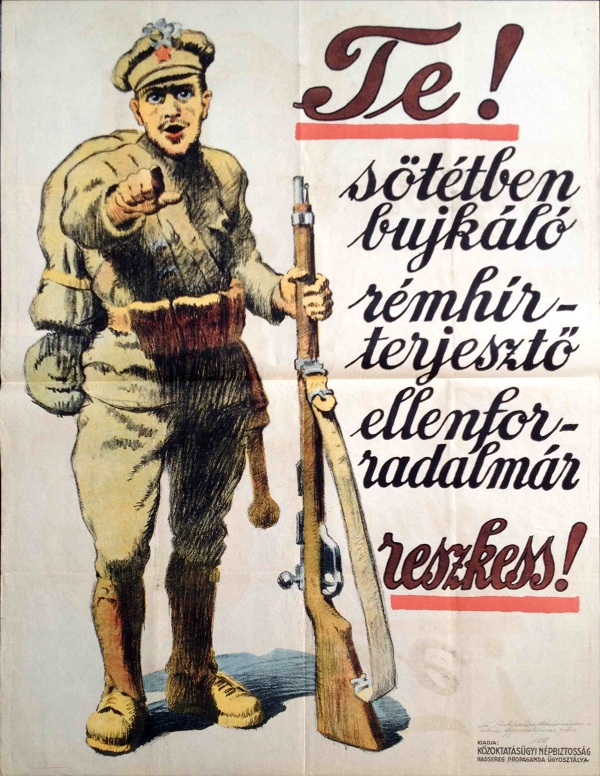
"Você! Contra-revolucionário espalhador de boatos à espreita no escuro, trema!” Hungria, 1919, época da República Soviética Húngara
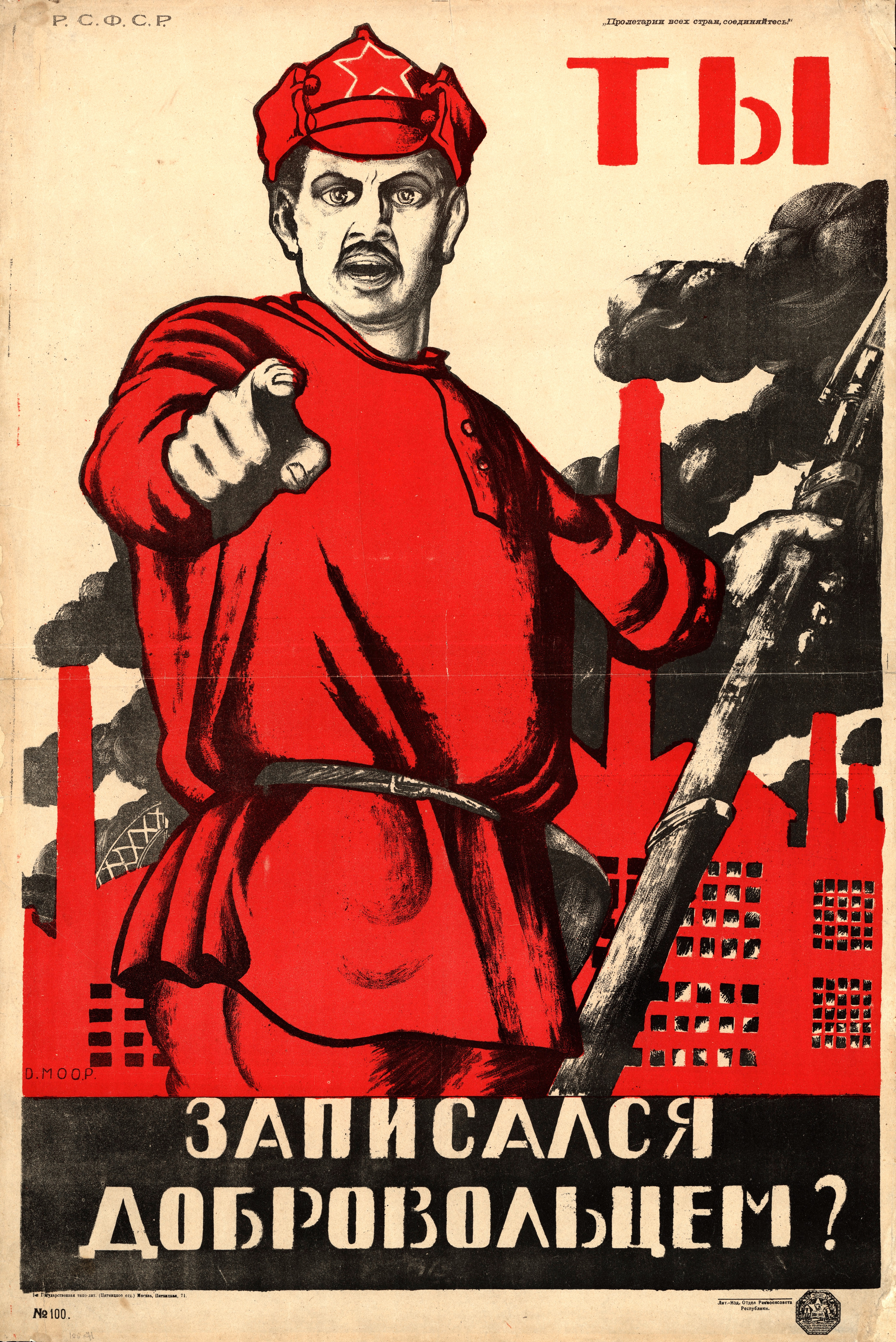
Cartaz de recrutamento russo Exército Vermelho, 1920. "Você se voluntariou [para o Exército Vermelho]?"
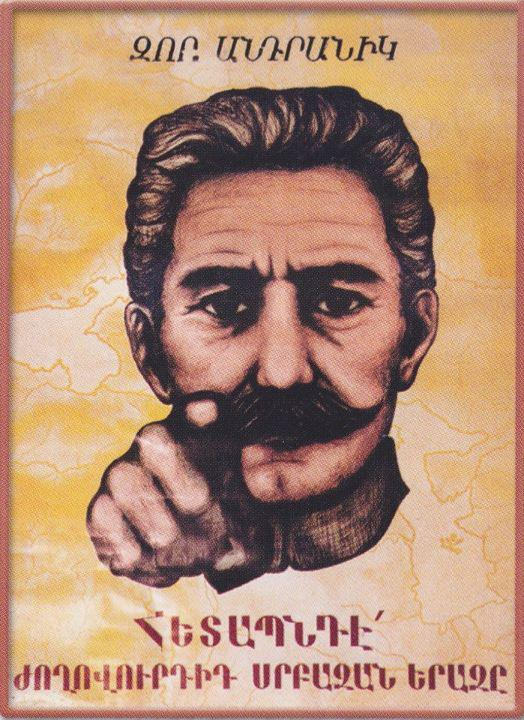
Armênia, Gen. Andranik (1865-1927) pôster, "Persiga o sonho sagrado de seu povo"
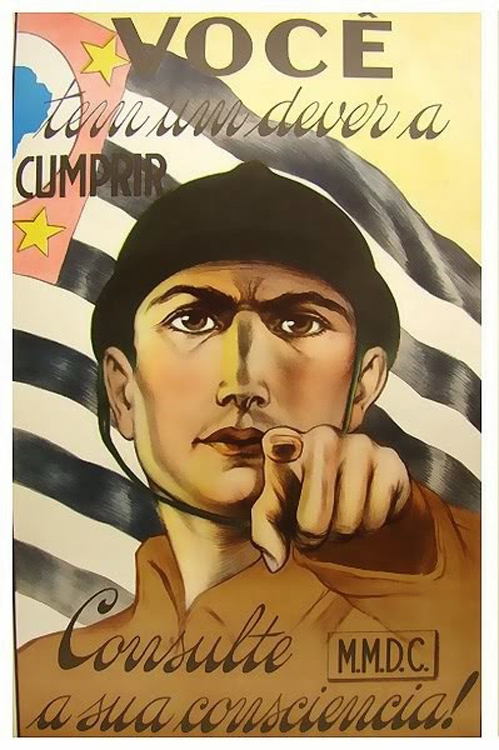
Cartaz de recrutamento da Revolução Constitucionalista brasileira, 1932. "Você tem um dever a cumprir. Pergunte à sua consciência!"
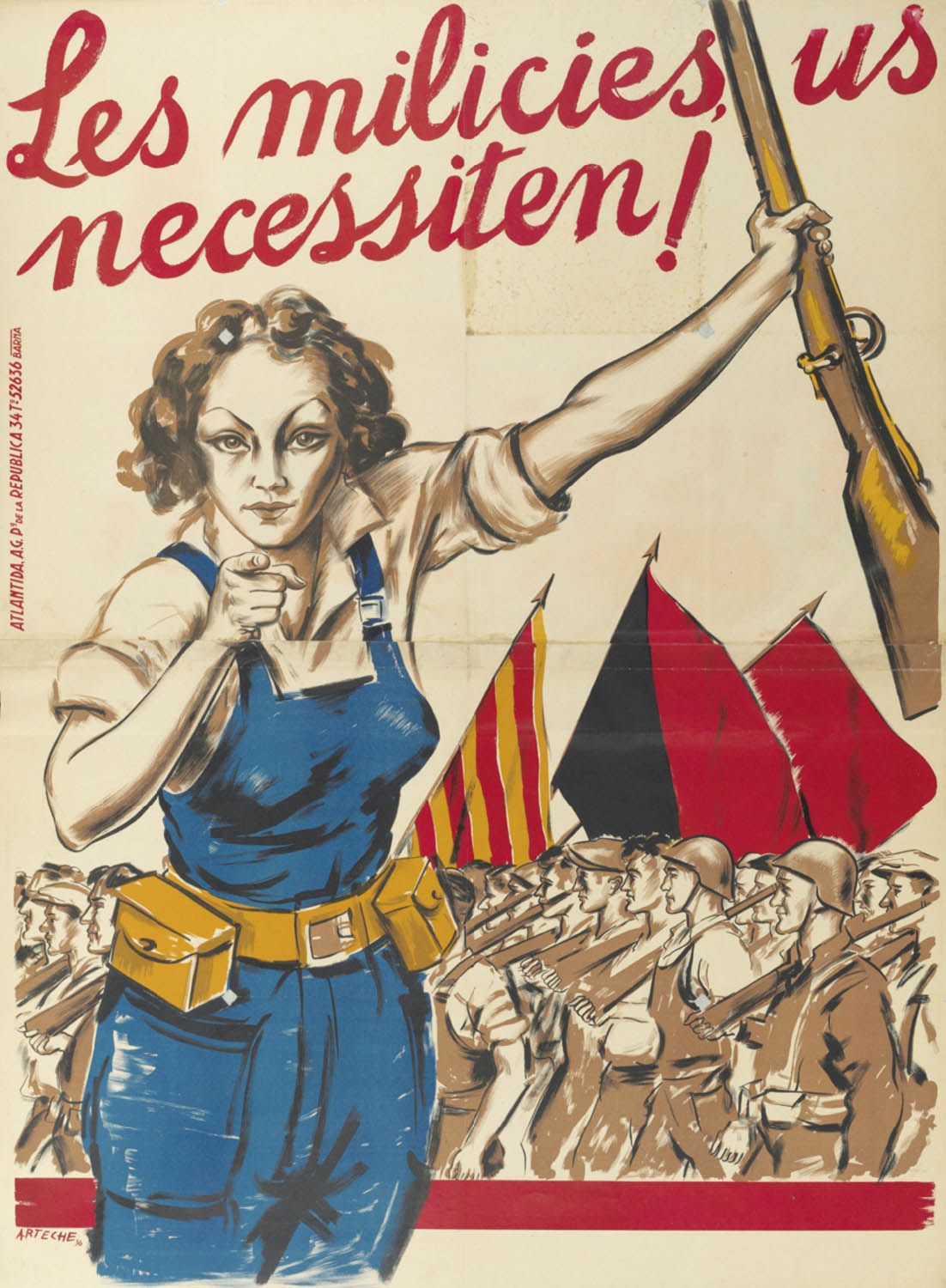
Guerra Civil Espanhola pôster Anarquista, 1936
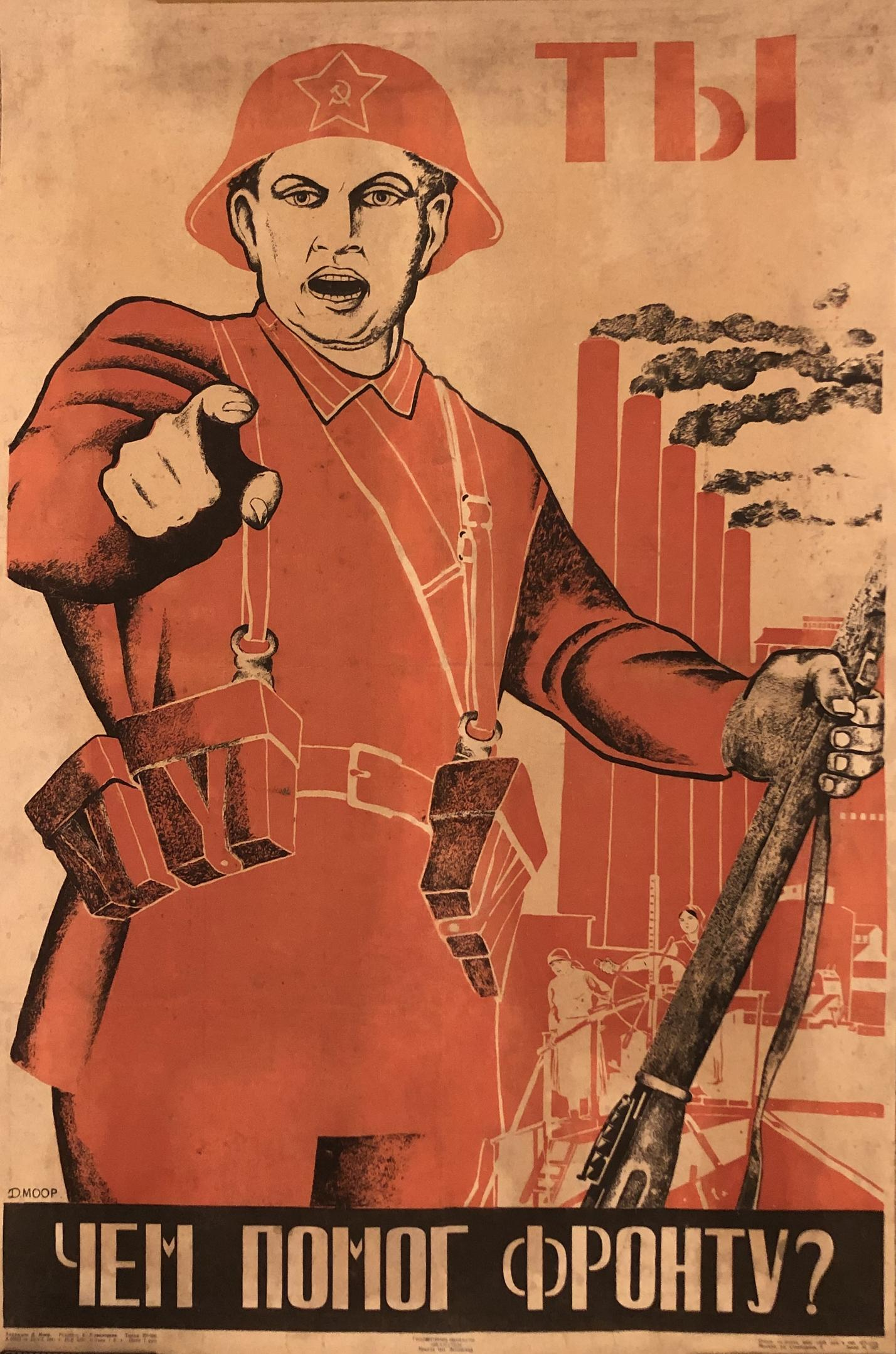
Pôster soviético Segunda Guerra Mundial, 1941. "Como você ajudou a  Frente?"
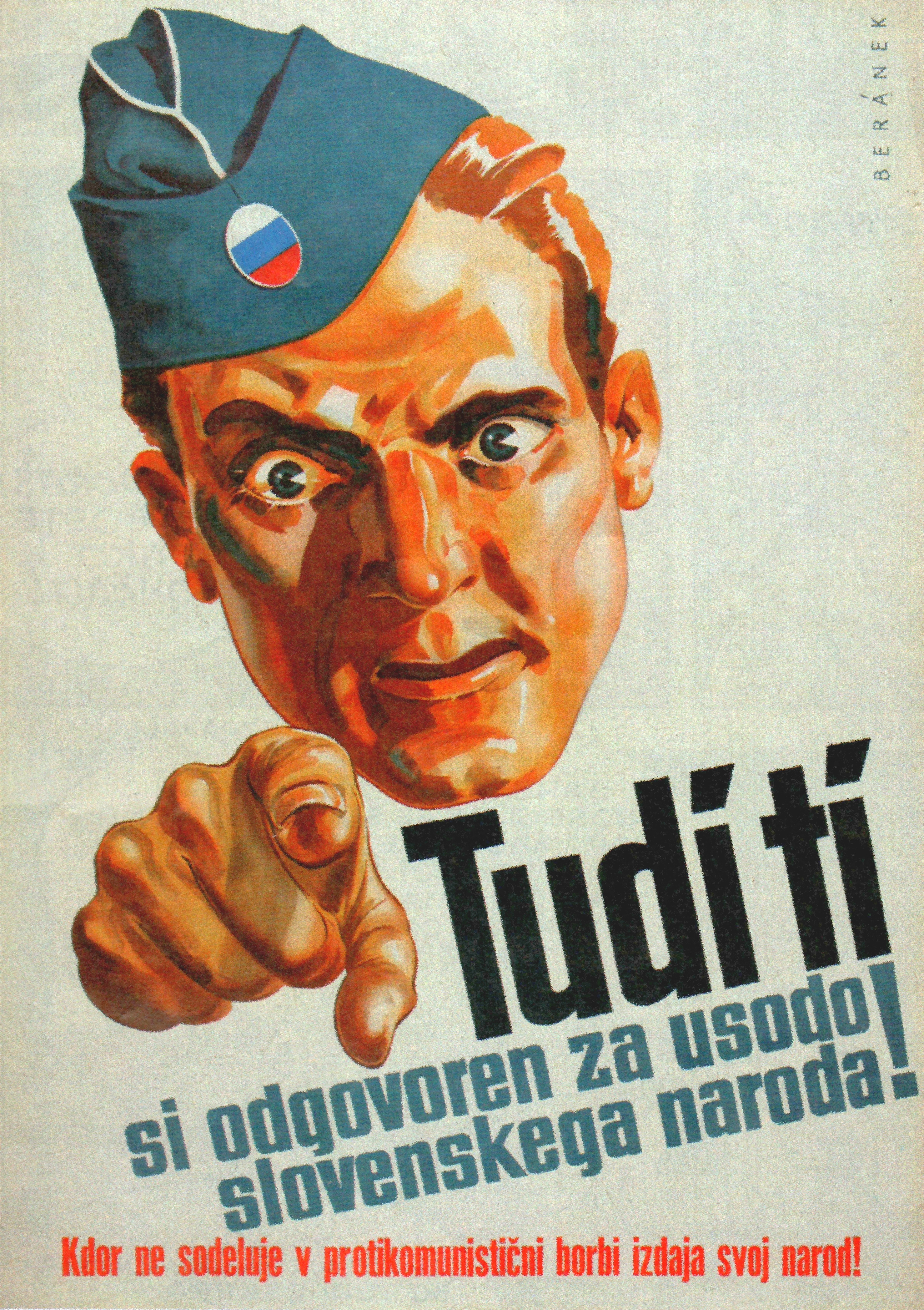
Jože Beranek - Guarda Nacional Eslovena 1944